# The Hunted
The Hunted är en amerikansk actionthrillerfilm från 2003 i regi av William Friedkin, från ett manus skrivet av David Griffiths, Peter Griffiths, och Art Monterastelli. Denna film hade premiär för första gången i Los Angeles den 11 mars 2003, för att sedan släppas officiellt i hela USA, den 14 mars samma år. I huvudrollerna syns Tommy Lee Jones och Benicio del Toro.
Filmen hade svensk biopremiär 25 april 2003. Inspelningarna av filmen ägde rum på ett flertal platser, runtom den amerikanska delstaten Oregon.

## Handling
Filmens handling kretsar kring den numera pensionerade agenten L.T. Bonham, som på uppdrag av FBI, lyckas fånga in den hänsynslöse mördaren, tillika den före detta Nato-soldaten, Aaron Hallam. Hallam lyckas dock efter sitt infångande att fly, och Bonham väljer då, tillsammans med den kvinnliga agenten Abby Durrell, att återigen ta upp jakten på den förrymde mördaren.

## Rollista
| Tommy Lee Jones           | – L.T. Bonham                |
| Benicio del Toro          | – Aaron Hallam               |
| Connie Nielsen            | – Abby Durrell               |
| Leslie Stefanson          | – Irene Kravitz              |
| John Finn                 | – Ted Chenoweth              |
| José Zúñiga               | – Bobby Moret                |
| Ron Canada                | – Harry Van Zandt            |
| Mark Pellegrino           | – Dale Hewitt                |
| Jenna Boyd                | – Loretta Kravitz            |
| Aaron DeCone (Brounstein) | – Stokes                     |
| Carrick O'Quinn           | – Kohler                     |
| Lonny Chapman             | – Zander                     |
| Rex Linn                  | – Powell                     |
| Eddie Velez               | – Richards                   |
| Johnny Cash               | – Berättarröst (okrediterad) |